# O Buchenwald
O Buchenwald ist ein Dokumentarfilm des DEFA-Studios für Trickfilme in einer Co-Produktion mit dem Fernsehen der DDR von Ulrich Teschner aus dem Jahr 1984.

## Handlung
Während historische Aufnahmen der Stadt Weimar aus der Zeit des Nationalsozialismus mit einigen der damaligen Politiker zu sehen sind, singt Zarah Leander das Lied Ich weiß, es wird einmal ein Wunder gescheh’n aus dem UFA-Film Die große Liebe aus dem Jahr 1942. Nur zehn Kilometer von Weimar entfernt befindet sich der Ettersberg. Hier wurde am 16. Juli 1937 mit 149 Häftlingen mit dem Barackenbau des KZ Ettersberg begonnen und am 28. Juli 1937 wird das KZ umbenannt in Konzentrationslager Buchenwald.
Weitere historische Schwarzweißfilm- und Tonaufnahmen zeigen den Werdegang des Faschismus und den Beginn der Verfolgung von Kommunisten, Sozialdemokraten, Gewerkschaftern, Christen, Schriftstellern, bürgerliche Oppositionellen und Künstlern. Nach der Verkündung der Endlösung der Judenfrage in Deutschland, werden tausende Juden in die Konzentrationslager, so auch in Buchenwald, eingeliefert. Zum Gesang des Buchenwaldliedes und auch des Gedichts von Johann Wolfgang von Goethe Das Göttliche werden Zeichnungen aus dem Alltag der Häftlinge des Lagers gezeigt. Mit dem Beginn des Zweiten Weltkriegs kommen immer mehr neue Häftlinge in die Konzentrationslager. In Buchenwald wurde im Pferdestall eine Genickschussanlage installiert, in der sowjetische Kriegsgefangene fabrikmäßig vernichtet werden.
Der Sprecher erläutert den Tagesablauf im Lager, aber auch die Quälerei bei der Arbeit im Steinbruch. Bereits unmittelbar nach der Einrichtung des KZ Buchenwalds organisieren die Häftlinge, unter Führung der Kommunisten, den Widerstand gegen die SS. So werden die ersten zehn Gewehre, der von den Häftlingen in den Gustloff-Werken Weimar hergestellten Waffen, in das Lager gebracht und versteckt. Es besteht auch die Möglichkeit, heimlich Radiosendungen abzuhören. Am 8. April 1945 wird von hier aus ein Funkspruch gesendet, in dem die Alliierten Truppen um Hilfe gebeten werden. Am 11. April wird von der SS Feindalarm gegeben, deshalb erteilt das Internationale Lagerkomitee der militärischen Leitung den Befehl zum Angriff auf die SS. Blitzartig rücken die bewaffneten Häftlinge auf die Wachtürme und die gesamte Lagerumzäunung vor. Um 15:15 Uhr ist der Kampf beendet. Erst zwei Tage später, am 13. April 1945,  übernimmt eine Abteilung der 3. US-Armee das befreite Lager Buchenwald, deren Soldaten sich über die bewaffneten Häftlinge wundern. Die hierbei entstandenen Filmaufnahmen zeigen einen Teil der Verbrechen der SS und den Zustand der Menschen, die die unmenschlichen Behandlungen durch die Wachmannschaften überlebt haben.
Am 16. April 1945 erteilt der kommandierende General der amerikanischen Armee den Befehl, dass sich mindestens 500 Männer und 500 Frauen aus der Stadt Weimar umgehend auf den Weg in das Konzentrationslager zu begeben haben, um sich von den dortigen Zuständen zu überzeugen, bevor diese verändert werden. Auch diese Besichtigung von Beispielen der Gräueltaten der Nationalsozialisten, wird von den Kameras festgehalten.
Der Film endet mit Aufnahmen von der Einweihung der Mahn- und Gedenkstätte  Buchenwald am 14. September 1958. Der Intendant der Deutschen Theaters in Berlin Wolfgang Langhoff spricht das Gelöbnis der Kundgebungsteilnehmer, in dem es heißt: „Wenn wir uns gemeinsam schützend vor das Leben stellen, wird Frieden sein in der Welt“. Es folgen Filmaufnahmen der Gedenkstätte und zu hören sind die Glockenschläge von dem 50 Meter hohen Turm am Südhang des Ettersbergs.

## Produktion und Veröffentlichung
Ein großer Teil der Co-Produktion der DEFA und des Fernsehens der DDR, die im Auftrag der Nationalen Mahn- und Gedenkstätte Weimar angefertigt wurde, besteht aus historischen Filmaufnahmen. Der Sprecher hat die Aufgabe, als fiktiver Häftling seine Eindrücke wiederzugeben. Der Film wurde im Kino der Gedenkstätte, zu Beginn eines Besuchs  des Lagers Buchenwald gezeigt, es existieren mehrere Sprachfassungen. Im Oktober 1985 wurde er auf dem Nationalen Dokumentar- und Kurzfilmfestival Neubrandenburg gezeigt.

## Kritik
„Ulrich Teschner benutzte Bild- und Tondokumente von beeindruckender Intensität zur Entlarvung der terroristischen Ideologie und Politik des Faschismus. Er erspart dem Zuschauer auch grauenvolle Szenen nicht und vermittelt zugleich den Eindruck von Kraft und Zuversicht wenn er sich der stillen Solidarität zuwendet und dem illegalen Kampf tapferer, unerschrockener Männer im Konzentrationslager oben auf dem Ettersberg.“